# Den vackra ankungen
Den vackra ankungen är en självbiografisk bok av Hasse Ekman, utgiven 1955 av Wahlström & Widstrand. Efter att som 17-åring utkommit med sina första memoarer Hur ska det gå med mej?, kommer här ett svar från huvudpersonen Hasse Ekman, "den hårdaste jobbaren i den svenska filmindustrien - en dandy med hårda nävar, en verklighetsdrömmare som drömt sig fram till vad han vill ha".